# 317
317（三百十七、三一七、さんびゃくじゅうなな）は、自然数また整数において、316の次で318の前の数である。

## 性質
- 317は66番目の素数である。1つ前は313、次は331。
  - 約数の和は318。
- レピュニット R317は 4番目に小さなレピュニット素数である。1つ前はR23、次はR1031。
- 317 = 317 + 0 × ω (ωは1の虚立方根)
  - a + 0 × ω (a > 0) で表される35番目のアイゼンシュタイン素数である。1つ前は311、次は347。
- 31…17 の形の最小の素数である。次は31…(217個の1)…17。ただし挟まれた数は無くてもいいとすると最小は37。(オンライン整数列大辞典の数列 A101826)
- 末尾の2桁が17の2番目の素数である。1つ前は17、次は617。(オンライン整数列大辞典の数列 A244764)
- 各位の和が11になる29番目の数である。1つ前は308、次は326。
  - 各位の和が11になる数で素数になる10番目の数である。1つ前は281、次は353。(オンライン整数列大辞典の数列 A106754)
- 317 = 112 + 142
  - 異なる2つの平方数の和で表せる96番目の数である。1つ前は314、次は320。(オンライン整数列大辞典の数列 A004431)
- 317 = 22 + 122 + 132 = 52 + 62 + 162
  - 3つの平方数の和2通りで表せる77番目の数である。1つ前は313、次は322。(オンライン整数列大辞典の数列 A025322)
  - 異なる3つの平方数の和2通りで表せる57番目の数である。1つ前は310、次は322。(オンライン整数列大辞典の数列 A025340)
- 317 = 43 + 43 + 43 + 53
  - 4つの正の数の立方数の和で表せる72番目の数である。1つ前は315、次は322。(オンライン整数列大辞典の数列 A003327)

## その他 317 に関連すること
- 年始から数えて317日目は11月13日、閏年は11月12日。
- スカパー!のCh317は、スター・チャンネル クラシック。
- 第317歩兵師団は、ベトナム人民陸軍の師団。
- ウッド (USS Wood, DD-317) は、アメリカ海軍の駆逐艦。
- ジョイス (USS Joyce, DE-317) は、アメリカ海軍の護衛駆逐艦。
- バーベロ (USS Barbero, SS/SSA/SSG-317) は、アメリカ海軍の潜水艦。
- ドルニエDo317は、第二次世界大戦時に計画されたドイツ空軍の爆撃機。
- LM317（英語版）は可変電圧レギュレータ。出力電圧は1.25V〜37V，出力電流は最大1.5A。
- 317 × 10−2 = 3.17 は {\displaystyle {\sqrt[{e}]{e^{\pi }}}} の数字列である。(オンライン整数列大辞典の数列 A205298)